# Băcia
Băcia é uma comuna romena localizada no distrito de Hunedoara, na região histórica da Transilvânia. A comuna possui uma área de 29.73 km² e sua população era de 1832 habitantes segundo o censo de 2007.